# آشپزباشی
آشپزباشی یک مجموعهٔ تلویزیونی ایرانی به کارگردانی محمدرضا هنرمند است که در سال ۱۳۸۸ تولید و از شبکه یک سیما پخش شده است.
هزینه ساخت این سریال چهار میلیارد تومان و درآمد حاصل از آن برای صدا و سیما ۱۶ میلیارد تومان بوده است.

## داستان
داستان این سریال دربارهٔ زوجی به نام اکبر عالی‌مقام (با بازی پرویز پرستویی) و مینو خیرخواه (با بازی فاطمه معتمدآریا) است که دارای چهار فرزند و صاحب رستوران بزرگی در تهران هستند. مصاحبه مینو در تلویزیون موجب اختلاف این دو نفر می‌شود و تصمیم به جدایی از هم می‌گیرند؛ که این موضوع سرآغاز اتفاقات گوناگون می‌شود …

## بازیگران
| بازیگر           | نفش            |
| ---------------- | -------------- |
| پرویز پرستویی    | اکبر عالی‌مقام  |
| فاطمه معتمد آریا | مینو خیرخواه   |
| مهراوه شریفی نیا | سارا عالی‌مقام  |
| ملیکا شریفی نیا  | شیرین عالی‌مقام |
| محمدرضا غفاری    | سعید عالی‌مقام  |
| سید علی طباطبایی | فرهاد عالی‌مقام |
| فرهاد اصلانی     | هومن (صفدر)    |
| سید مهرداد ضیایی | منوچهر خیرخواه |
| هوشنگ حریرچیان   | آقاجون         |
| افسانه چهره آزاد | اکرم عالی مقام |
| ملیحه نیکجومند   | خانم‌جون        |

| بازیگر            | نفش           |
| ----------------- | ------------- |
| کاظم بلوچی        | کیومرث        |
| آشا محرابی        | مریلا         |
| مسعود چوبین       | علی           |
| شبنم مقدمی        | سمیرا         |
| فریدون محرابی     | تیرداد        |
| بهروز مسروری      | اوس اسی       |
| منوچهر آذری       | جوادی         |
| ابوالفضل شاه کرم  | موسی          |
| مهران احمدی       | منصوری        |
| منوچهر آذر        | علی پور       |
| روح‌الله کمانی     | جوادی         |
| نعمت جان فرد      | رحمت          |
| محمد اسدی         | عبدی          |
| مرتضی کاظمی       |               |
| نیره فراهانی      |               |
| محمدرضا حقگو      |               |
| دریا آشوری        | آرزو          |
| مریم عزیزی        | خانم مهتابی   |
| الهه خادمی        | خانم غفاری    |
| ملکه رنجبر        |               |
| بهناز توکلی       | عزت خانم      |
| هدی زین‌العابدین   |               |
| رؤیا حمزه‌لویی     | سولماز        |
| بهزاد حاجی‌کندی    | بهزاد         |
| داود طه‌آیی‌نژاد    | سیامک         |
| غلامرضا اصانلو    |               |
| عرش پورزارعی      | آقای عرشی     |
| حمیدرضا رنجبر     | رنجبر         |
| آرش مؤمنی         | آرش           |
| کریم قربانی       | رستم          |
| سیروس همتی        | نوید          |
| احمد عربانی       |               |
| میثم رازفر        | آقا محسن      |
| سعید قره خانلو    | هوشنگ         |
| زهرا برومند       |               |
| شعله قهرمانی      | خانم کیکاووسی |
| سیروس ابراهیم‌زاده | استاد معتضدی  |
| کیانوش گرامی      | صبوری         |

## جوایز و افتخارات

### دوازدهمین دوره جشن حافظ
| بخش                              | نامزد        | نتیجه    |
| -------------------------------- | ------------ | -------- |
| بهترین بازیگر مرد کمدی تلویزیونی | فرهاد اصلانی | نامزدشده |

### دومین دورهجشنواره تلویزیونی جام جم
| بخش                              | نامزد          | نتیجه |
| -------------------------------- | -------------- | ----- |
| بهترین بازیگر مکمل مرد تلویزیونی | هوشنگ حریرچیان | برنده |
| بهترین تصویربرداری               | مسعود کرانی    | برنده |
| بهترین موسیقی متن تلویزیونی      | امین هنرمند    | برنده |